# Incêndio de Windscale

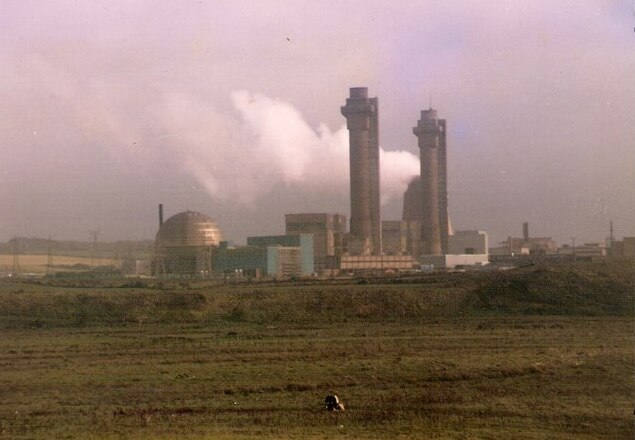
Usina de Windscale em 1985

Em 10 de outubro de 1957, o reactor nuclear britânico, cujo núcleo de grafite e resfriado a ar, em  Windscale (Cúmbria), no Reino Unido, sendo rebatizado com o nome de Sellafield, a partir de 1983, incendiou-se, libertando quantidades significativas de contaminação radioactiva na área circundante. O evento, conhecido como Incêndio de Windscale (antigo nome da localidade), foi considerado o pior acidente do mundo envolvendo um reactor nuclear até o incidente de Three Mile Island em 1979. Ambos os incidentes foram ofuscados pela magnitude do acidente nuclear de Chernobil em 1986.

## História
Foi o pior acidente nuclear da história do Reino Unido e um dos piores do mundo, classificado em gravidade no nível 5 de 7 na Escala Internacional de Acidentes Nucleares. O incêndio ocorreu na Unidade 1 da instalação Windscale de duas pilhas na costa noroeste da Inglaterra em Cumberland (agora Sellafield, Cumbria). Os dois reatores moderados a grafite, conhecidos na época como "pilhas / pile", foram construídos como parte do projeto da bomba atômica britânica do pós-guerra. Windscale Pile No. 1 estava operacional em outubro de 1950, seguido por Pile No. 2 em junho de 1951.

Esquema do Reator de Windscale.

O fogo durou três dias e liberou uma precipitação radioativa que se espalhou pelo Reino Unido e pelo resto da Europa. O isótopo radioativo iodo-131, que pode causar câncer de tireoide, era particularmente preocupante na época. Desde então, veio à luz que pequenas, mas significativas quantidades do altamente perigoso isótopo radioativo polônio-210 também foram liberadas. Estima-se que o vazamento de radiação pode ter causado 240 casos adicionais de câncer, sendo 100 a 240 deles fatais.
No momento do incidente, ninguém foi evacuado da área circundante, mas o leite de cerca de 500 quilômetros quadrados (190 sq mi) da zona rural próxima foi diluído e destruído por cerca de um mês devido a preocupações sobre sua exposição à radiação. O governo do Reino Unido minimizou os eventos da época e os relatórios sobre o incêndio foram sujeitos a forte censura, já que o primeiro-ministro Harold Macmillan temia que o incidente prejudicasse as relações nucleares britânicas-americanas.
O evento não foi um incidente isolado; houve uma série de descargas radioativas das pilhas nos anos que antecederam o acidente. Na primavera de 1957, apenas alguns meses antes do incêndio, houve um vazamento de material radioativo no qual perigosos isótopos de estrôncio-90 foram liberados no meio ambiente. Como o incêndio posterior, este incidente também foi encoberto pelo governo britânico. Estudos posteriores sobre a liberação de material radioativo como resultado do incêndio em Windscale revelaram que grande parte da contaminação resultou de tais vazamentos de radiação antes do incêndio.
Um estudo de 2010 com trabalhadores envolvidos na limpeza do acidente não encontrou efeitos significativos de longo prazo na saúde devido ao seu envolvimento.